# Station Wilmslow
Wilmslow is een spoorwegstation van National Rail in Wilmslow, Cheshire East in Engeland. Het station is eigendom van Network Rail en wordt beheerd door Northern Rail. Het station ligt 19 km ten zuiden van Station Manchester Piccadilly.